# Cestrum jimenezii
Cestrum jimenezii är en potatisväxtart som beskrevs av Alain H. Liogier. Cestrum jimenezii ingår i släktet Cestrum och familjen potatisväxter. Inga underarter finns listade i Catalogue of Life.